# Walter Keidel
Walter-Georg Keidel (* 10. November 1911 in Kirschgartshausen; † 1997 in Karlsruhe) war ein deutscher Landwirtschaftsfunktionär.

## Leben
Walter Keidel entstammte einer seit langem in Baden ansässigen liberalen Familie. Sein Vater war der Landwirt und Landwirtschaftsfunktionär Georg Keidel. Er studierte Landwirtschaft an der Landwirtschaftlichen Hochschule Hohenheim. 1935 wurde er Mitglied des Corps Germania Hohenheim. Nachdem er das Studium als Diplomlandwirt abgeschlossen hatte, wurde er 1939 an der Technischen Hochschule München zum Dr. agr. promoviert. In der Folge trat er in die Landwirtschaftliche Zentralgenossenschaft Badens (ZG) in Karlsruhe ein, deren Direktor und langjähriger Vorstandsvorsitzender er wurde.
Der Freiburger Oberbürgermeister und Ehrenbürger Eugen Keidel war sein Bruder.

## Schriften
- Eignung der von Koegel und Kröll angegebenen biologischen Testmethode mit Regenwurmabschnitten zur Testierung verschiedener Anthelminthica, 1939

## Auszeichnungen
- Verleihung des Bundesverdienstkreuzes 1. Klasse, 1977[2]
- Ernennung zum Ehrensenator der Universität Hohenheim[3]